# 大橋正明
大橋 正明（おおはし まさあき、1953年 - ）は、日本の国際関係論学者、恵泉女学園大学名誉教授。

## 人物・来歴
東京生まれ。1978年早稲田大学政治経済学部卒。79～80年にインドの国立ヒンディー語学院上級ディプロマコース修了、80～87年日本の国際協力NGOシャプラニール=市民による海外協力の会バングラデシュ駐在員と東京の事務局長、88～90年米国コーネル大学大学院国際農業・農村開発研究科修士課程修了、90～93年国際赤十字・赤新月社連盟兼日本赤十字社のバングラデシュ駐在員として防災、保健、難民救援などを担当。93年恵泉女学園大学教授（のち名誉教授）、2014年聖心女子大学現代教養学部教授、2017年同大学グローバル共生研究所所長。2022年退職。日本NPOセンター理事、SDGs市民社会ネットワーク共同代表理事、国際協力NGOセンター（JANIC）理事、シャプラニール監事、日本バングラデシュ協会会長。

## 著書
- 『コソボ難民救援 NGOが国際赤十字で考えたこと 緊急レポート』国際協力出版会, 1999.9
- 『「不可触民」と教育 インド・ガンディー主義の農地改革とブイヤーンの人びと』 (世界人権問題叢書）明石書店, 2001.11

### 共編著・監修
- 『南アジア』 (日本とのつながりで見るアジア過去・現在・未来 第5巻) 五十嵐理奈共著. 岩崎書店, 2003.4
- 『バングラデシュを知るための60章』 (エリア・スタディーズ) 村山真弓共編著. 明石書店, 2003.8
- 『グローバル化・変革主体・NGO 世界におけるNGOの行動と理論』美根慶樹 編,高橋華生子,金敬黙, 長有紀枝,遠藤貢共著. 新評論, 2011.6
- 『世界で活躍する日本人 国際協力のお仕事』全6巻 監修. 学研教育出版, 2012.2
- 『非戦・対話・NGO 国境を越え、世代を受け継ぐ私たちの歩み』谷山博史,宇井志緒利, 金敬黙,中村絵乃, 野川未央共編著. 新評論, 2017.12
- 『SDGsを学ぶ 国際開発・国際協力入門』高柳彰夫共編. 法律文化社, 2018.12
- 『NPO・NGOの世界』利根川佳子共編著. 放送大学教育振興会, 2021.3

## 論文
- <大橋正明